# Филатчев, Олег Павлович
Олег Павлович Филатчев  (18 апреля 1937, Москва — 11 февраля 1997, Москва) — советский и российский художник, живописец-монументалист. Действительный член Академии художеств СССР (1988), заслуженный деятель искусств РСФСР, профессор, заведующий кафедрой монументально-декоративной живописи Московского высшего художественно-промышленного училища.

## Биография
Родился 18 апреля 1937 года в Москве, в семье военного лётчика.
С 1955 по 1957 год учился в Ленинградском высшем художественно-промышленном училище имени В. И. Мухиной.
С 1958 по 1964 год учился в Московском высшем художественно-промышленном училище (ныне Строгановский университет) на факультете монументальной живописи (преподаватели Н. Х. Максимов, В. И. Козлинский).
С 1964 по 1968 преподавал в том же институте на кафедре рисунка.
В 1968 году принят в Союз художников СССР.
С 1969 по 1972 год проходил стажировку в творческих мастерских Академии художеств СССР под руководством Г. М. Коржева.
С 1971 по 1978 год художник Комбината монументально-декоративных работ. Автор многочисленных росписей, мозаик, витражей и скульптур.
С 1968 года постоянный участник зональных, всесоюзных и зарубежных выставок.
В 1970 году исполнил роспись «Казаки Дона» в дегустационном павильоне «Сармат» в институте виноделия г. Новочеркасск. Исполнил гобелен «Свадьба» для санатория «Трускавец».
В 1972 году награждён серебряной медалью Академии художеств за работы: «Портрет художника Смолякова», «Валя», гобелен «Свадьба».
В 1973 году присвоено звание лауреата премии Московского комсомола за серию портретов молодых современников.
В 1975-76 годах исполнил роспись «Студенты» в Институте нефти и газа им. Губкина. Награждён медалью «За трудовое отличие».
В 1977 году исполнил роспись «Созерцание» в конференц-зале научного корпуса Никитского ботанического сада в Ялте; роспись «Культура, искусство, народное творчество» в музыкальном салоне Советского дома культуры и науки города Хельсинки (Финляндия). Избран членом правления Союза художников СССР.
В 1978 году избран членом-корреспондентом Академии художеств СССР. Доцент кафедры монументально-декоративной живописи МВХПУ. Присуждена премия международной биеннале в ЧССР.
В 1979-84 годах работает над серией картин, посвященной строителям Байкало-Амурской магистрали.
В 1980 году исполнил мозаику «В. И. Ленин» для музея Государственного политехнического университета им. Н. Э. Баумана
В 1986 году награждён медалью «За строительство Байкало-Амурской магистрали».
Утвержден председателем Совета по экспорту произведений за рубеж Министерства Культуры СССР, членом Государственной экспертной комиссии МК СССР.
В 1988 году избран действительным членом Академии художеств СССР.
Присвоено почетное звание «Заслуженный деятель искусств РСФСР».
Работает над росписью в здании Советского посольства в Вашингтоне (США).
В 1990 году становится зав. кафедрой монументальной живописи МГХПУ, получает звание профессора.
В 1992 году награждён золотой медалью Академии художеств за портреты современников: «Портрет художника Олега Батунова», «Портрет Ирины с сыном», триптих «Семья».
Работы художника находятся во многих музеях, частных коллекциях и галереях страны и за рубежом.
Расцвет творчества Филатчева пришелся на 1970-е годы. Он, являясь бесспорным лидером художественной молодёжи той поры, уже в 40 лет был удостоен звания академика. Основная тема его работ — жизнь советских людей, своих современников: студентов МГУ, шоферов БАМа, пограничников острова Даманский, рыбаков Сахалина, коллег-художников. Творчество Филатчева, представляет особое направление в советской живописи, сочетающее в себе принципы станкового и монументального искусства.
Похоронен на Химкинском кладбище.